# Desmodernización
La desmodernización es un concepto propuesto por el sociólogo francés Alain Touraine para denominar el fin del modelo racionalista de la Ilustración.
Touraine denomina «desmodernización» a la disociación de los dos universos, el de la racionalidad (producción, técnicas, mercados) y el de la libertad individual (alma, cultura, identidad).  Los procesos de racionalización e individualización funcionaban articulados por el Estado de Derecho liberal. Como éste va perdiendo fuerza, debilitándose, los procesos no trabajan coordinadamente.[cita requerida]
La desmodernización se define, pues, por la disociación de la economía y las culturas y por la degradación de la una y de las otras.  Esta disociación se produce en varios planos:
- La «desinstitucionalización»: el debilitamiento de las normas y las apreciaciones sobre el concepto de normalidad.
- La «desocialización»: la alteración profunda de los valores sociales
- La «despolitización»: el debilitamiento del orden político como factor del orden social
- La «despersonalización»: la crisis del yo en función de las tensiones hacia lo global y lo comunitario.

Touraine prefiere hablar de «desmodernización», en lugar de «postmodernismo».[cita requerida]

## Lectura adicional
- Fforde, Matthew. Desocialización. La crisis de la posmodernidad. Encuentro. ISBN 978-84-9055-007-6.